# Western Island
Western Island is een onbewoond eiland dat deel uitmaakt van de Canadese provincie Newfoundland en Labrador. Het heeft een oppervlakte van 5,25 km² en ligt iets minder dan 20 km ten noordoosten van Baie Verte, een schiereiland van het eiland Newfoundland. Tezamen met het grotere Eastern Island vormt het de Horse Islands.